# Der Fluss (Film)
Der Fluss (Originaltitel chinesisch 河流, Pinyin héliú, internationaler Titel englisch The River) ist ein taiwanesischer Filmdrama aus dem Jahr 1997 unter der Regie von Tsai Ming-liang. Die Handlung dreht sich um eine Familie, die mit den Nackenschmerzen ihres Sohnes zu kämpfen hat.

## Handlung
Hsiao-Kang, ein junger Mann in seinen 20ern, fährt in Taipeh mit einer Rolltreppe nach oben, als er eine ehemalige Freundin trifft. Sie überredet ihn, sie zu einem Filmdreh zu begleiten, an dem sie gerade arbeitet. Während des Mittagessens wird Hsiao-Kang vom Regisseur des Films entdeckt. Für die Szene, die gerade gedreht wird, wird ein Schauspieler benötigt, also willigt Hsiao-Kang ein, einzuspringen. Er liegt einige Sekunden lang mit dem Gesicht nach unten im schmutzigen Tamsui-Fluss und gibt vor, eine Leiche zu sein.
Nachdem die Szene gedreht ist, nehmen er und sein Freund sich ein Hotelzimmer, damit Hsiao-Kang duschen kann. Die beiden haben dann Geschlechtsverkehr. Hsiao-Kang fährt mit seinem Motorrad nach Hause und spürt dabei Schmerzen im Nacken. Schließlich stürzt er vom Motorrad, und ein Mann, der sich später als sein Vater herausstellt, versucht ihm aufzuhelfen, aber Hsiao-Kang ignoriert ihn und fährt den Rest des Weges zurück.
In dieser Nacht sind seine Nackenschmerzen noch schlimmer geworden. Er geht zu seiner Mutter, die ihm etwas Lotion einreibt. Die Schmerzen verschwinden jedoch nicht. Die Familie probiert verschiedene Heilmethoden aus, darunter Akupunktur, aber nichts hilft, und Hsiao-Kang beginnt sich zu wünschen, er wäre tot. Unterdessen wird deutlich, dass die Familie zerrüttet ist und Kommunikationsprobleme hat. Hsiao-Kangs Vater besucht regelmäßig ein Badehaus und hat sexuelle Begegnungen mit anderen Männern. Die Mutter hat eine Affäre mit einem Pornografen.
Schließlich reisen Hsiao-Kang und sein Vater zu einem Heiler in der Provinz. Der Heiler kann bei ihrem ersten Besuch nichts vorhersagen, also mieten sie ein Hotelzimmer. In dieser Nacht gehen beide getrennt voneinander in dasselbe Badehaus. Hsiao-Kang betritt schließlich im Dunkeln das Zimmer seines Vaters, und die beiden befriedigen sich gegenseitig mit der Hand. Als Hsiao-Kangs Vater das Licht einschaltet und seinen Sohn sieht, schlägt er ihn, woraufhin Hsiao-Kang davonrennt. Sie treffen sich wieder im Hotelzimmer.
Am nächsten Morgen erhält der Vater einen Anruf vom Heiler, der ihm mitteilt, dass er ihnen nicht helfen kann. Der Vater weckt Hsiao-Kang und sagt, dass sie abreisen werden. Hsiao-Kang geht auf den Balkon des Hotelzimmers, hält sich den Hals und verzieht vor Schmerz das Gesicht.

## Produktion
Die Familienkonstellation in diesem Film tauchte auch in Tsai Ming-liangs vorherigem Film Rebellen im Neonlicht auf und war später in What Time Is It There? mit denselben drei Schauspielern wieder zu sehen. Tsai beschloss, Nackenschmerzen in Der Fluss einzubauen, als sein Hauptdarsteller Lee Kang-sheng vor den Dreharbeiten zu Vive l’Amour – Es lebe die Liebe neun Monate lang unter ähnlichen Nackenproblemen litt. Nach Fertigstellung von Vive l’Amour – Es lebe die Liebe begannen sie sofort mit der Arbeit an Der Fluss.
Laut Tsai hatte er Schwierigkeiten, den Schauspieler Miao Tien davon zu überzeugen, in dem Film mitzuwirken. Miao zögerte, weil seine Figur homosexuell war. Schließlich willigte er jedoch ein, die Rolle zu übernehmen, und recherchierte dafür in Schwulenbars und Saunas.

## Veröffentlichung
Der Fluss kam am 14. März 2002 durch Peripher Filmverleih in die deutschen Kinos.

## Auszeichnungen
| Auszeichnung                                | Jahr | Kategorie                                    | Empfänger                    | Resultat  |
| ------------------------------------------- | ---- | -------------------------------------------- | ---------------------------- | --------- |
| Internationale Filmfestspiele Berlin        | 1997 | Spezialpreis der Jury                        | Tsai Ming-liang              | Gewonnen  |
| Internationale Filmfestspiele Berlin        | 1997 | Bester Film                                  | Tsai Ming-liang              | Nominiert |
| Chicago International Film Festival         | 1997 | Jury Special Prize                           | Tsai Ming-liang              | Gewonnen  |
| Chicago International Film Festival         | 1997 | Bester Film                                  | Tsai Ming-liang              | Nominiert |
| Edinburgh International Film Festival       | 1997 | Channel 4 Director's Award - Special Mention | Tsai Ming-liang              | Gewonnen  |
| Golden Horse Film Festival                  | 1997 | Best Feature Film                            | Chiu Shun-Ching, Hsu Li-Kong | Nominiert |
| Golden Horse Film Festival                  | 1997 | Best Leading Actor                           | Tien Miao                    | Nominiert |
| Golden Horse Film Festival                  | 1997 | Best Supporting Actress                      | Lu Shiao-Lin                 | Nominiert |
| Golden Horse Film Festival                  | 1997 | Best Sound Effects                           | Yang Ching-an                | Nominiert |
| Singapore International Film Festival       | 1997 | Best Asian Feature Film                      | Tsai Ming-liang              | Nominiert |
| Singapore International Film Festival       | 1997 | Special Jury Prize                           | Tsai Ming-liang              | Gewonnen  |
| Singapore International Film Festival       | 1997 | Best Actor                                   | Tien Miao                    | Gewonnen  |
| Mostra Internacional de Cinema de São Paulo | 1997 | Critics Award - Honorable Mention            | Tsai Ming-liang              | Gewonnen  |